# عبد الله بن عبد الرحمن بن معاوية بن حديج
عبد الله بن عبد الرحمن بن معاوية بن حديج التجيبي (توفي في يناير 772) والي مصر في عهد الدولة العباسية، من 769 إلى 772.

## سيرته
كان عبد الله سليل عائلة بارزة برز منها العديد من القادة في القرون الأولى من العصر الإسلامي. كان جده معاوية بن حديج التجيبي أحد قادة الفتح الإسلامي لمصر ووالي مصر في عهد الدولة الأموية بعد الفتح الإسلامي، كما شغل والده عبد الرحمن منصب قاضي مصر، وصاحب الشرطة.
أصبح عبد الله في البداية صاحب شرطة مصر بعد وفاة الوالي الأموي المغيرة بن عبيد الله الفزاري، في 749م، وبعد الإطاحة بالأمويين عام 750م، عمل مع العباسيين وكان صاحب الشرطة في عهد صالح بن علي العباسي. وظل في هذا المنصب تسع سنين من 760-769م، في عهد الولاة حميد بن قحطبة ويزيد بن حاتم المهلبي. في عهد يزيد لعب دورًا أساسيًا في إخماد الثورة العلوية في عام 762-763م، واستنابه يزيد بن حاتم على مصر عندما ذهب يزيد للحج عام 765م.
بعد عزل يزيد في 18 ربيع الأول 152 هـ/ 769م، عينه الخليفة أبو جعفر المنصور ولاه على مصر حربها وصلاتها، دون خراجها. ولم يول على شرطة مصر أحدًا، وباشر إدارتها بنفسه؛ وسكن العسكر على عادة الأمراء؛ وهو أول من خطب بالسواد بمصر؛ فأقام بمصر مدة ثم خرج منها ووفد على الخليفة أبي جعفر المنصور ببغداد في سنة 154 هـ/771م، واستخلف أخاه محمد على الصلاة، ثم رجع إلى مصر في آخر السنة؛ وظل بها إلى أن توفي في صفر سنة 155 هـ/ 772م، فكانت ولايته على مصر ثلاث سنين، وخلفه أخوه محمد.
ظل أحفاد عبد الله مؤثرين في مصر في السنوات التي أعقبت وفاته، حيث عمل ابنه هاشم وحفيده هبيرة في منصب صاحب الشرطة في مراحل مختلفة. لكن يبدو أن عائلته قد فقدت قوتها في النهاية نتيجة الاضطرابات التي حدثت في الفتنة الرابعة في أوائل القرن التاسع.